# Mistrovství světa v silniční cyklistice mužů – časovka juniorů

## Medailisté
| Rok     | Zlato                         | Stříbro                   | Bronz                       |
| ------- | ----------------------------- | ------------------------- | --------------------------- |
| MS 1994 | Dean Rogers (AUS)             | Heath Sandall (USA)       | Laurent Lefèvre (FRA)       |
| MS 1995 | Joshua Kane Collingwood (AUS) | Mirko Lauria (ITA)        | Cadel Evans (AUS)           |
| MS 1996 | Simone Lo Vano (ITA)          | Mathew Hayman (AUS)       | Jurij Krivcov (UKR)         |
| MS 1997 | Torsten Hiekmann (GER)        | Michael Rogers (AUS)      | Alexej Markov (RUS)         |
| MS 1998 | Fabian Cancellara (SUI)       | Torsten Hiekmann (GER)    | Filippo Pozzato (ITA)       |
| MS 1999 | Fabian Cancellara (SUI)       | Ruslan Kajumov (RUS)      | Christian Knees (GER)       |
| MS 2000 | Piotr Mazur (POL)             | Vladimir Gusev (RUS)      | Christian Müller (GER)      |
| MS 2001 | Jurgen Van den Broeck (BEL)   | Olexandr Kvačuk (UKR)     | Niels Scheuneman (NED)      |
| MS 2002 | Michail Ignaťjev (RUS)        | Mark Jamieson (AUS)       | Vincenzo Nibali (ITA)       |
| MS 2003 | Michail Ignaťjev (RUS)        | Dmytro Grabovskyj (UKR)   | Viktor Renang (SWE)         |
| MS 2004 | Patrick Gretsch (GER)         | Roman Kreuziger (CZE)     | Stefan Schäfer (GER)        |
| MS 2005 | Marcel Kittel (GER)           | Alexandru Pliușchin (MDA) | Sergej Popok (BLR)          |
| MS 2006 | Marcel Kittel (GER)           | Etienne Pierret (FRA)     | Tony Gallopin (FRA)         |
| MS 2007 | Taylor Phinney (USA)          | John Degenkolb (GER)      | Nikita Novikov (RUS)        |
| MS 2008 | Michał Kwiatkowski (POL)      | Jakob Steigmiller (GER)   | Taylor Phinney (USA)        |
| MS 2009 | Luke Durbridge (AUS)          | Lawson Craddock (USA)     | Lasse Norman Leth (DEN)     |
| MS 2010 | Bob Jungels (LUX)             | Jasha Sütterlin (GER)     | Lawson Craddock (USA)       |
| MS 2011 | Mads Würtz Schmidt (DEN)      | James Oram (NZL)          | David Edwards (AUS)         |
| MS 2012 | Oskar Svendsen (NOR)          | Matej Mohoric (SLO)       | Maximilian Schachmann (GER) |
| MS 2013 | Igor Decraene (BEL)           | Mathias Krigbaum (DEN)    | Zeke Mostov (USA)           |
| MS 2014 | Lennard Kämna (GER)           | Adrien Costa (USA)        | Michael Storer (AUS)        |
| MS 2015 | Leo Appelt (GER)              | Adrien Costa (USA)        | Brandon McNulty (USA)       |
| MS 2016 | Brandon McNulty (USA)         | Mikkel Bjerg (DEN)        | Ian Garrison (USA)          |
| MS 2017 | Tom Pidcock (GBR)             | Antonio Puppio (ITA)      | Filip Maciejuk (POL)        |
| MS 2018 | Remco Evenepoel (BEL)         | Luke Plapp (AUS)          | Andrea Piccolo (ITA)        |
| MS 2019 | Antonio Tiberi (ITA)          | Enzo Leijnse (NED)        | Marco Brenner (GER)         |
| MS 2020 | Nejelo se kvůli covidu-19     | Nejelo se kvůli covidu-19 | Nejelo se kvůli covidu-19   |
| MS 2021 | Gustav Wang (DEN)             | Joshua Tarling (GBR)      | Alec Segaert (BEL)          |
| MS 2022 | Joshua Tarling (GBR)          | Hamish McKenzie (AUS)     | Emil Herzog (GER)           |
| MS 2023 | Oscar Chamberlain (AUS)       | Ben Wiggins (GBR)         | Louis Leidert (GER)         |
| MS 2024 | Paul Seixas (FRA)             | Jasper Schoofs (BEL)      | Matisse van Kerckhove (BEL) |